# AD Maravillas Benalmádena
La Asociación Deportiva Maravillas Benalmádena es un club femenino y masculino de balonmano asociado al Colegio Maravillas de Benalmádena.

## Historia
Fundado en el año 1971 buscando fomentar el deporte y la educación física. En 1993 se establece oficialmente como club deportivo.
En 2016 se creó un departamento específico para desarrollar el programa de fomento deportivo. Un grupo de 13 personas entre profesores de educación física y monitores.
Cuenta con más de 250 jugadores entre todos sus equipos. Desde la categoría infantil (5 años) hasta 5º y 6º de primaria en horario escolar, con dos grupos diarios dentro del mismo centro escolar, y fomentando su participación en los Juegos Municipales. Los equipos cadetes y juveniles participan como federados en los Campeonatos de Andalucía, CADEBA. 

### 25 aniversario
En el año 2018, celebró el 25 aniversario y se escindió el Club Balonmano Maravillas como entidad individual y consolida la Asociación Deportiva Maravillas como cantera del club.

### CADEBA
En el 2022 el equipo juvenil femenino se proclamó tercera de España.

## Equipos
Adscritos a la Federación Andaluza de Balonmano cuenta con dos equipos seniors (masculino y femenino) en balonmano y balonmano playa, además de los equipos de base juveniles, cadetes, infantiles y alevines.

## Club Balonmano Playa Maravillas Benalmádena
Los equipos de balonmano playa compiten bajo el Club Torreón Mijas, aunque su escudo y sus colores permanecen invariables. En el 2023 fueron campeones de uno de los torneos de la Arena Handball Tour masculino, el Arena 1000 Playas de Orihuela, además de cuatro medallas, dos de Oro y dos de Plata, en las categorías cadete femenino, juvenil masculino, senior femenino y masculino del Campeonato de España.
En 2024 se proclamó Campeonas de la Copa de España.

## Otras páginas webs
- Página web oficial Archivado el 4 de marzo de 2023 en Wayback Machine.